# Степен блатар
Степният блатар (Circus macrourus) е средно голяма дневна граблива птица от семейство Ястребови (Accipitridae). Има изразен полов диморфизъм.

## Физическа характеристика
- Дължината на тялото – 43-53 cm;
- Размаха на крилете – 100-120 cm;
- Тегло – 310-550 g;

## Разпространение и местообитание
Среща се в Европа (включително България), Азия и Африка. Предпочита открити степни местности.
Докъм 1950 г. видът е бил известен само от три находища в страната. Първи данни за по-широкото му разпространение (край с. Алфатар, гр. Генерал Тошево, с. Кранево, с. Оброчище, с. Дъбравино и с. Дисевица) се съобщават от орнитолога Николай Боев

## Начин на живот и хранене
Прелетна птица. Храни се с дребни животни, като бозайници, птици, гущери и насекоми. Ловува, като непрестанно обикаля неголемия си ловен район.

## Размножаване
- Гнездо — на земята, сред тревиста растителност.
- Яйца – 3-5 броя, светлосинкави.
- Мътене — започва веднага след снасяне на първото яйце (като следствие малките са на различна възраст и с различни рамери) и трае 28-30 дни. Мъти само женската. Малките напускат гнездото на около 35-40 дни. По време на мътенето и в първите дни след излюпването мъжкия носи храна на женската и малките. Отглежда едно люпило годишно.
- Моногамни птици.

## Природозащитен статут
- Червен списък на световнозастрашените видове (IUCN Red list) – Почти застрашен (Near Threatened NT)[3]
- Директива за птиците на ЕС – Приложение 1[5]

На територията на България е защитен от закона вид.